# Yana Dementyeva
Yana Mykhailivna Dementieva (Ucraniano: Яна Михайлівна Дементьєва; nacida el 23 de octubre de 1978 en Járkov) es una remera ucraniana. 

## Biografía
En los Juegos Olímpicos de Londres 2012 ganó la medalla de oro en la especialidad de cuatro scull junto a sus compañeras Kateryna Tarasenko, Anastasiia Kozhenkova y Nataliya Dovgodko. También es campeona Mundial y europea en cuatro scull, así como campeona europea en doble scull.
En los Juegos Olímpicos de Atenas 2004 fue descalificada de la competición tras el positivo de su compañera Olena Olefirenko por ethamivan. Además de estos título ha obtenido el oro en el Campeonato Mundial de Remo en 2009 y la plata en 2010. En el Campeonato de Europa de Remo ha ganado en cinco ocasiones el oro, desde 2008 hasta 2012 consecutivamente.